# Draconarius triatus
Draconarius triatus är en spindelart som först beskrevs av Zhu och Wang 1994.  Draconarius triatus ingår i släktet Draconarius och familjen mörkerspindlar. Inga underarter finns listade i Catalogue of Life.